# Мазья, Владимир Гилелевич
Владимир Гилелевич Мазья (Vladimir Maz’ya; род. 31 декабря 1937, Ленинград) — советский и шведский математик, популяризатор науки, детский писатель.

## Биография
Родился в семье механика завода типографского оборудования «Словолитня» Гилеля Лейбовича Мазьи (1909—1941), уроженца Борисова, погибшего на фронте 20 декабря 1941 года, и Мани Гилелевны Шейниной.
Окончил среднюю школу (1955, с золотой медалью) и матмех ЛГУ (1960).
Ученик Соломона Михлина.
Через два года защитил кандидатскую (1962), а ещё через три года, в 27-летнем возрасте, — докторскую диссертацию (1965). Обе диссертации были написаны без официального научного руководителя.
В 1960—1986 годы работал в НИИ математики и механики ЛГУ: младший, с 1965 года — старший научный сотрудник.
В 1968—1978 годы преподавал в Ленинградском кораблестроительном институте, в 1976 году присвоено учёное звание профессор.
В 1986—1990 годы — заведующий лабораторией математического моделирования в Институте машиноведения имени А. А. Благонравова АН СССР.
С 1990 года живёт и работает в Швеции. Эмеритированный профессор (professor emeritus) Линчёпингского университета, действительный член Шведской королевской академии наук.

## Семья
Жена (с 1978) — математик Татьяна Шапошникова. Сын — Михаил.
Дочь от первого брака — поэт и переводчик Гали-Дана Зингер.

## Избранные публикации
Книги
- Некоторые вопросы теории потенциала и теории функций для областей с нерегулярными границами (М., 1967, совместно с Ю. Д. Бураго);
- Пространства С. Л. Соболева (Л., 1985);
- Мультипликаторы в пространствах дифференцируемых функций (Л., 1986, совместно с Т. О. Шапошниковой);
- Жак Адамар — легенда математики (перевод с английского Ю. А. Данилова, Москва: МЦНМО, 2008. — 526 с., совместно с Т. О. Шапошниковой);

Автобиография
- Истории молодого математика

Книги для детей:
- Приключения большой коровы, девочки Эвы, агента 007 и их друзей (М.: Вест-Консалтинг, 2014. — 232 с. ISBN 978-5-85677-074-9)
- Несуразные сказки деды Вовы (М.: Самокат, 2016. — 264 с. ISBN 978-5-9907445-0-9)
- Новый блокбастер деды Вовы (М.: Вест-Консалтинг, 2016. — 235 с. ISBN 978-5-85677-077-3)